# Ál Maktúm

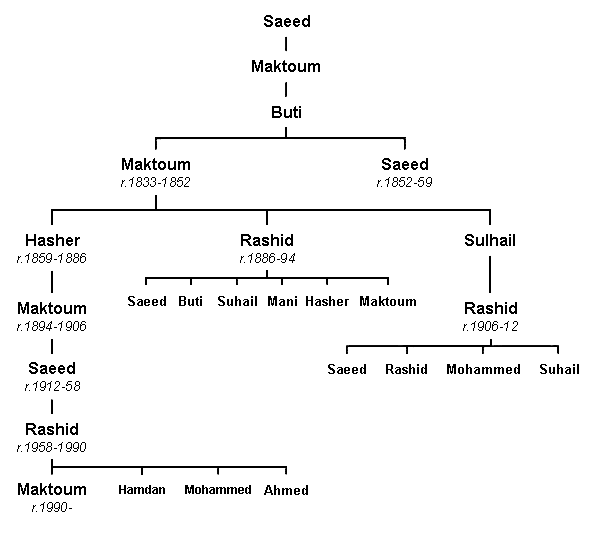
Zjednodušený rodokmen rodu Ál Maktúm

Ál Maktúm (arabsky آل مكتوم‎) je rodové jméno vládnoucí dynastie dubajského emirátu Spojených arabských emirátů. Rodina Ál Maktúm je větví kmene Baní Jás (rodokmen sdílí s dynastií Ál Nahján z Abú Zabí), silného beduínského klanu. Rodina Ál Maktúm pochází z al-Búfalása (nyní známé jako al-Falasi), části Baní Jás, vysoce respektované a autoritativní kmenové federace, která patřila mezi nejdominantnější kmeny v historii Spojených arabských emirátů.
V roce 1833 okolo 800 členů kmenu Baní Jás pod vedením Maktúma ibn Butti obsadilo dubajský emirát a založilo dynastii Ál Maktúm.
Dynastie Ál Maktúm vládne Dubaji od roku 1833. Ve federaci SAE emír Dubaje je také viceprezidentem a premiérem země. V Dubaji se u vlády vystřídali tito členové dynastie:
- Ubajd bin Sa'íd Ál Maktúm (?–1833)
- Maktúm bin Buttí Ál Maktúm (1833–1852)
- Sa'íd bin Buttí Ál Maktúm (1852–1859)
- Hašer bin Maktúm Ál Maktúm (1859–1886)
- Rášid bin Maktúm Ál Maktúm (1886–1894)
- Maktúm bin Hašer Ál Maktúm (1894–1906)
- Buttí bin Suhajl Ál Maktúm (1906–1912)
- Sa'íd bin Maktúm Ál Maktúm (1912-1929), první období
- Mani bin Rášid Ál Maktúm (1929)
- Saíd bin Maktúm Ál Maktúm (1929–1958), druhé období
- Rášid bin Sa'íd Ál Maktúm (1958–1990)
- Maktúm bin Rášid Ál Maktúm (1990–2006)
- Muhammad bin Rášid Ál Maktúm (od 2006)